# Keith Holyoake
Keith Jacka Holyoake (Pahiatua, 11 de febrer de 1904 - Wellington, 8 de desembre de 1983) va ser un polític neozelandès que va ocupar el càrrec de Primer Ministre de Nova Zelanda en dues ocasions, primer entre el 20 de setembre i 12 de desembre de 1957 i després del 12 de desembre de 1960 al 7 de febrer de 1972. A més va ser Governador general del 26 d'octubre de 1977 al 25 d'octubre de 1980. Va ser l'únic polític qui va ocupar aquests 2 càrrecs.